# Гассер, Леопольд
Леопольд Гассер (Gasser) (31 марта 1836, Шпитталь, Австрия — 9 января 1871, Оттакриг, Австрия) — австрийский оружейник, конструктор ручного стрелкового оружия. Выходец из старой фамилии оружейных мастеров.

## Биография
Гассер начал карьеру учеником в городе Вене в 1858 году. Через четыре года он стал мастером и хозяином небольшой мастерской, где сам собирал револьверы системы «Адамс». Постепенно Гассеру удалось из своей мастерской создать фабрику по производству револьверов. В 1869 году Гассер сконструировал револьвер оригинальной конструкции, который стал применяться в австрийской армии.
Леопольд Гассер владел двумя фабриками в Вене и Санкт-Полтене, которые, судя по некоторым сведениям, выпускали в период с 1880 по 1890 год по 100 000 револьверов ежегодно. Его образцы были приняты на вооружение австро-венгерской армией и широко распространились в Центральной Европе и на Балканах. Чаще всего встречается модель «Монтенегрин Гассер», однако те же самые патенты были использованы и в более поздней модели штатного револьвера «Раст и Гассер», хотя сам Леопольд Гассер скончался в 1871 году.
Дело старшего брата на протяжении многих лет продолжал Иоганн Гассер, автор конструкции полицейского револьвера. В 1903 году оно перешло в руки Августа Гассера, и вскоре фирма стала называться «Раст и Гассер». Когда прекратила существование эта компания — точно не известно, но, судя по всему, произошло это не позднее 1912 года.
На настоящих револьверах производства Гассера обязательно помещено клеймо L. GASSER WIEN или L. GASSER OTTAKRING PATENT, может также присутствовать торговая марка фирмы в виде сердца, пронзенного стрелой.